# UEFA Women's Player of the Year Award
L'UEFA Women's Player of the Year Award (in precedenza noto come UEFA Best Women's Player in Europe Award) è un premio calcistico assegnato alla calciatrice, militante in una squadra europea, che si sia distinta come la migliore dell'ultima stagione. Il riconoscimento, istituito nel 2013 dalla UEFA, segue l'istituzione del corrispondente riconoscimento maschile.
La prima edizione del premio è stata vinta da Nadine Angerer, nel 2013, mentre le calciatrici che hanno vinto più volte il premio sono a pari merito Pernille Harder e Alexia Putellas, con due affermazioni ciascuna.

## Criteri
Secondo l'UEFA, il premio «riconosce il miglior giocatore, a prescindere dalla sua nazionalità, che gioca per una squadra di calcio nel territorio di un membro della UEFA nel corso della stagione precedente». Le prestazioni dei giocatori riguardano tutte le competizioni, nazionali e internazionali.
Il sistema di voto è identico a quello del Pallone d'oro, ovvero le preferenze dei cinquantatré giornalisti sportivi che rappresentano ciascuna delle federazioni UEFA. Nel primo turno di votazione questi giornalisti forniscono un elenco (già classificati) dei propri tre migliori giocatori: il primo giocatore riceve cinque punti, il secondo tre punti e il terzo un punto. I tre giocatori con il maggior numero di punti complessivi vengono selezionati per la scelta finale. Il voto finale è dato tramite un sistema elettronico durante la cerimonia di presentazione.

## Albo d'oro
Vincitore
     Candidato

### 2012-2013
| Pos. | Giocatrice             | Primo round | Ultimo round | Squadra            |
| ---- | ---------------------- | ----------- | ------------ | ------------------ |
| 1    | Nadine Angerer         | –           | 10           | 1. FFC Francoforte |
| 2    | Lena Goeßling          | –           | 6            | Wolfsburg          |
| 3    | Lotta Schelin          | –           | 2            | Olympique Lione    |
| 4    | Nadine Keßler          | 16          | –            | Wolfsburg          |
| 5    | Verónica Boquete       | 11          | –            | Tyresö FF          |
| 6    | Caroline Seger         | 8           | –            | Tyresö FF          |
| 7    | Nilla Fischer          | 6           | –            | Linköping          |
| 8    | Célia Okoyino da Mbabi | 4           | –            | 1. FFC Francoforte |
| 9    | Wendie Renard          | 3           | –            | Olympique Lione    |
| 10   | Louisa Nécib           | 2           | –            | Olympique Lione    |

### 2013-2014
| Pos. | Giocatrice       | Primo round | Ultimo round | Squadra         |
| ---- | ---------------- | ----------- | ------------ | --------------- |
| 1    | Nadine Keßler    | –           |              | Wolfsburg       |
| 2    | Nilla Fischer    | –           |              | Wolfsburg       |
| 3    | Martina Müller   | –           |              | Wolfsburg       |
| 4    | Lena Goeßling    | 6           | –            | Wolfsburg       |
| 5    | Verónica Boquete | 5           | –            | Tyresö FF       |
| 5    | Lotta Schelin    | 5           | –            | Olympique Lione |
| 7    | Marta            | 3           | –            | Tyresö FF       |
| 7    | Alexandra Popp   | 3           | –            | Wolfsburg       |
| 7    | Caroline Seger   | 3           | –            | Tyresö FF       |
| 10   | Christen Press   | 2           | –            | Tyresö FF       |

### 2014-2015
| Pos. | Giocatrice         | Primo round | Ultimo round | Squadra             |
| ---- | ------------------ | ----------- | ------------ | ------------------- |
| 1    | Célia Šašić        | –           | 11           | 1. FFC Francoforte  |
| 2    | Amandine Henry     | –           | 4            | Olympique Lione     |
| 3    | Dzsenifer Marozsán | –           | 3            | 1. FFC Francoforte  |
| 4    | Verónica Boquete   | 8           | –            | 1. FFC Francoforte  |
| 4    | Anja Mittag        | 8           | –            | Rosengård           |
| 6    | Eugénie Le Sommer  | 7           | –            | Olympique Lione     |
| 7    | Ramona Bachmann    | 6           | –            | Rosengård           |
| 8    | Wendie Renard      | 4           | –            | Olympique Lione     |
| 9    | Caroline Seger     | 3           | –            | Paris Saint-Germain |
| 10   | Nadine Angerer     | 2           | –            | Portland Thorns     |
| 10   | Simone Laudehr     | 2           | –            | 1. FFC Francoforte  |
| 12   | Alexandra Popp     | 0           | –            | Wolfsburg           |

Fonte:

### 2015-2016
| Pos. | Giocatrice         | Primo round | Ultimo round | Squadra            |
| ---- | ------------------ | ----------- | ------------ | ------------------ |
| 1    | Ada Hegerberg      | –           | 13           | Olympique Lione    |
| 2    | Amandine Henry     | –           | 4            | Olympique Lione    |
| 3    | Dzsenifer Marozsán | –           | 3            | 1. FFC Francoforte |
| 4    | Saki Kumagai       | –           | –            | Olympique Lione    |
| 5    | Wendie Renard      | –           | –            | Olympique Lione    |
| 6    | Louisa Nécib       | –           | –            | Olympique Lione    |
| 7    | Alexandra Popp     | –           | –            | Wolfsburg          |
| 8    | Camille Abily      | –           | –            | Olympique Lione    |
| 9    | Eugénie Le Sommer  | –           | –            | Olympique Lione    |
| 10   | Amel Majri         | –           | –            | Olympique Lione    |

### 2016-2017
| Pos. | Giocatrice            | Primo round | Ultimo round | Squadra            |
| ---- | --------------------- | ----------- | ------------ | ------------------ |
| 1    | Lieke Martens         | –           | 95           | Rosengård          |
| 2    | Pernille Harder       | –           | 81           | Wolfsburg          |
| 3    | Dzsenifer Marozsán    | –           | 47           | Olympique Lione    |
| 4    | Vivianne Miedema      |             | –            | Bayern Monaco      |
| 5    | Eugénie Le Sommer     |             | –            | Olympique Lione    |
| 6    | Wendie Renard         |             | –            | Olympique Lione    |
| 7    | Jackie Groenen        |             | –            | 1. FFC Francoforte |
| 8    | Lucy Bronze           |             | –            | Manchester City    |
| 9    | Jodie Taylor          |             | –            | Arsenal            |
| 10   | Shanice van de Sanden |             | –            | Liverpool          |

Fonte:

### 2017-2018
| Pos. | Giocatrice            | Primo round | Ultimo round | Squadra         |
| ---- | --------------------- | ----------- | ------------ | --------------- |
| 1    | Pernille Harder       | –           | 106          | Wolfsburg       |
| 2    | Ada Hegerberg         | –           | 61           | Olympique Lione |
| 3    | Amandine Henry        | –           | 41           | Olympique Lione |
| 4    | Dzsenifer Marozsán    | 32          | –            | Olympique Lione |
| 5    | Lucy Bronze           | 20          | –            | Olympique Lione |
| 6    | Lieke Martens         | 17          | –            | Barcellona      |
| 7    | Wendie Renard         | 16          | –            | Olympique Lione |
| 8    | Fran Kirby            | 15          | –            | Chelsea         |
| 9    | Eugénie Le Sommer     | 13          | –            | Olympique Lione |
| 10   | Shanice van de Sanden | 7           | –            | Olympique Lione |

### 2018-2019
| Pos. | Giocatrice             | Primo round | Ultimo round | Squadra         |
| ---- | ---------------------- | ----------- | ------------ | --------------- |
| 1    | Lucy Bronze            | –           | 88           | Olympique Lione |
| 2    | Ada Hegerberg          | –           | 56           | Olympique Lione |
| 3    | Amandine Henry         | –           | 44           | Olympique Lione |
| 4    | Vivianne Miedema       | 31          | –            | Arsenal         |
| 5    | Ellen White            | 22          | –            | Birmingham City |
| 6    | Pernille Harder        | 21          | –            | Wolfsburg       |
| 7    | Dzsenifer Marozsán     | 12          | –            | Olympique Lione |
| 8    | Caroline Graham Hansen | 10          | –            | Wolfsburg       |
| 9    | Lieke Martens          | 9           | –            | Barcellona      |
| 9    | Wendie Renard          | 9           | –            | Olympique Lione |

### 2019-2020
| Pos. | Giocatrice              | Primo round | Ultimo round | Squadra             |
| ---- | ----------------------- | ----------- | ------------ | ------------------- |
| 1    | Pernille Harder         | –           | 92           | Wolfsburg           |
| 2    | Wendie Renard           | –           | 81           | Olympique Lione     |
| 3    | Lucy Bronze             | –           | 28           | Olympique Lione     |
| 4    | Vivianne Miedema        | 26          | –            | Arsenal             |
| 5    | Delphine Cascarino      | 24          | –            | Olympique Lione     |
| 6    | Eugénie Le Sommer       | 13          | –            | Olympique Lione     |
| 7    | Ada Hegerberg           | 11          | –            | Olympique Lione     |
| 7    | Amel Majri              | 11          | –            | Olympique Lione     |
| 9    | Marie-Antoinette Katoto | 8           | –            | Paris Saint-Germain |
| 10   | Dzsenifer Marozsán      | 7           | –            | Olympique Lione     |

### 2020-2021
| Pos. | Giocatrice             | Primo round | Ultimo round | Squadra             |
| ---- | ---------------------- | ----------- | ------------ | ------------------- |
| 1    | Alexia Putellas        | –           | 50           | Barcellona          |
| 2    | Jennifer Hermoso       | –           | 42           | Barcellona          |
| 3    | Lieke Martens          | –           | 40           | Barcellona          |
| 4    | Vivianne Miedema       | 32          | –            | Arsenal             |
| 5    | Aitana Bonmatí         | 29          | –            | Barcellona          |
| 6    | Caroline Graham Hansen | 28          | –            | Barcellona          |
| 7    | Samantha Kerr          | 18          | –            | Chelsea             |
| 7    | Fran Kirby             | 18          | –            | Chelsea             |
| 9    | Pernille Harder        | 17          | –            | Chelsea             |
| 10   | Irene Paredes          | 11          | –            | Paris Saint-Germain |

### 2021-2022
| Pos. | Giocatrice              | Primo round | Ultimo round | Squadra               |
| ---- | ----------------------- | ----------- | ------------ | --------------------- |
| 1    | Alexia Putellas         | –           | 97           | Barcellona            |
| 2    | Bethany Mead            | –           | 84           | Arsenal               |
| 3    | Lena Oberdorf           | –           | 47           | Wolfsburg             |
| 4    | Alexandra Popp          | 35          | –            | Wolfsburg             |
| 5    | Aitana Bonmatí          | 25          | –            | Barcellona            |
| 6    | Keira Walsh             | 18          | –            | Manchester City       |
| 7    | Leah Williamson         | 17          | –            | Arsenal               |
| 8    | Ada Hegerberg           | 12          | –            | Olympique Lione       |
| 8    | Wendie Renard           | 12          | –            | Olympique Lione       |
| 10   | Lina Magull             | 10          | –            | Bayern Monaco         |
| 11   | Delphine Cascarino      | 9           | –            | Olympique Lione       |
| 12   | Amandine Henry          | 8           | –            | Olympique Lione       |
| 12   | María Pilar León        | 8           | –            | Barcellona            |
| 14   | Tabea Waßmuth           | 6           | –            | Wolfsburg             |
| 15   | Selma Bacha             | 5           | –            | Olympique Lione       |
| 15   | Mary Earps              | 5           | –            | Manchester United     |
| 17   | Sakina Karchaoui        | 4           | –            | Paris Saint-Germain   |
| 17   | Marie-Antoinette Katoto | 4           | –            | Paris Saint-Germain   |
| 19   | Merle Frohms            | 2           | –            | Eintracht Francoforte |
| 20   | Fridolina Rolfö         | 1           | –            | Barcellona            |
| 21   | Christiane Endler       | 0           | –            | Olympique Lione       |
| 21   | Marina Hegering         | 0           | –            | Bayern Monaco         |

### 2022-2023
| Pos. | Giocatrice             | Primo round | Ultimo round | Squadra             |
| ---- | ---------------------- | ----------- | ------------ | ------------------- |
| 1    | Aitana Bonmatí         | –           | 308          | Barcellona          |
| 2    | Sam Kerr               | –           | 88           | Chelsea             |
| 3    | Olga Carmona           | –           | 72           | Real Madrid         |
| 4    | Mary Earps             | 55          | –            | Manchester United   |
| 5    | Salma Paralluelo       | 48          | –            | Barcellona          |
| 5    | Alexandra Popp         | 48          | –            | Wolfsburg           |
| 7    | Keira Walsh            | 24          | –            | Barcellona          |
| 8    | Caroline Graham Hansen | 11          | –            | Barcellona          |
| 8    | Rachel Daly            | 8           | –            | Aston Villa         |
| 10   | Ewa Pajor              | 5           | –            | Wolfsburg           |
| 11   | Kadidiatou Diani       | 4           | –            | Paris Saint-Germain |